# Ronald Colman
Ronald Colman (Richmond, Surrey, Anglaterra, 9 de febrer de 1891 – Santa Barbara, Califòrnia, Estats Units, 10 de maig de 1958) fou un actor anglès guanyador d'un Oscar.

## Biografia
Colman va aficionar-se a actuar a l'escola. Va intentar estudiar enginyeria a la Universitat de Cambridge, però la mort del seu pare ho va impedir. Va allistar-se a les Forces Armades i va servir al London Scottish Regiment durant la Primera Guerra Mundial, amb companys actors com Claude Rains, Herbert Marshall i Basil Rathbone. Va ser durament ferit a la batalla de Passendale.
Després de la guerra, va començar a actuar al teatre londinenc. El 1922, va aparèixer a Broadway, a l'èxit teatral La Tendresse. El director Henry King el va veure i el va incloure a la pel·lícula del 1923, The White Sister. Es va fer un actor molt popular del cinema mut, tant en la pel·lícules romàntiques com les d'aventures.
Va passar amb èxit al cinema sonor gràcies a la seva veu sonora i elegant. El seu primer gran èxit va tenir lloc el 1930, quan va ser nominat als Premis Oscar per dos papers Condemned i Bulldog Drummond. Va aparèixer a El presoner de Zenda i Horitzons perduts el 1937, If I Were King el 1938, i The Talk of the Town el 1941. Va guanyar el Premi Oscar i el Globus d'Or el 1948 per A Double Life.
A partir de 1945, Colman va tenir diferents aparicions a la ràdio, amb el programa humorístic The Jack Benny Program, juntament amb la seva dona, Benita Hume (1906-1967). Els seus papers com els veïns de Benny els va fer decidir a realitzar la seva pròpia comèdia radiofònica, The Halls of Ivy, des de 1950 a 1952, continuant amb la televisió des de 1954 a 1955. Van tenir una filla anomenada Juliet.
Ronald Colman va morir el 19 de maig de 1958, als 67 anys, a causa d'una infecció pulmonar, a Santa Barbara, Califòrnia, i va ser enterrat al cementiri d'aquesta població.
Li van atorgar dues estrelles al Passeig de la Fama de Hollywood, una per les seves activitats cinematogràfiques al 6801 Hollywood Blvd, i l'altra per la seva dedicació a la televisió el 1625 Vine Street.

## Filmografia

### Pel·lícules mudes al Regne Unit
| Any  | Títol                | Paper               | Director            | Coprotagonistes | Notes                                          |
| ---- | -------------------- | ------------------- | ------------------- | --------------- | ---------------------------------------------- |
| 1917 | The Live Wire        | The Young Man       | George Dewhurst     | Phyllis Titmuss | Dues bobines Mai estrenada; actualment Perduda |
| 1919 | The Toilers          | Bob                 | George Dewhurst     | Manora Thew     | Dues bobines han sobreviscut                   |
| 1919 | A Daughter of Eve    | Bit Part            | Walter West         | Violet Hopson   | Perduda                                        |
| 1919 | Sheba                | Bit Part            | Cecil M. Hepworth   | Alma Taylor     | Perduda                                        |
| 1919 | Snow in the Desert   | Rupert Sylvester    | Walter West         | Violet Hopson   | Perduda                                        |
| 1920 | Anna the Adventuress | Brendan             | Cecil M. Hepworth   | Alma Taylor     | Perduda                                        |
| 1920 | A Son of David       | Maurice Phillips    | E. Hay Plumb        | Poppy Wyndham   | Perduda                                        |
| 1920 | The Black Spider     | Vicomte de Beaurais | William J. Humphrey | Lydia Kyasht    | Perduda                                        |

### Pel·lícules mudes als Estats Units
| Any  | Títol                        | Paper                        | Director           | Coprotagonistes                                                                  | Notes                          |
| ---- | ---------------------------- | ---------------------------- | ------------------ | -------------------------------------------------------------------------------- | ------------------------------ |
| 1921 | Handcuffs or Kisses          | Lodyard                      | George Archainbaud | Elaine Hammerstein, Julia Swayne Gordon                                          |                                |
| 1923 | The White Sister             | Capt. Govanni Severini       | Henry King         | Lillian Gish                                                                     |                                |
| 1923 | The Eternal City             | Extra                        | George Fitzmaurice | Barbara La Marr, Bert Lytell                                                     | Perduda                        |
| 1924 | Twenty Dollars a Week        | Chester Reeves               | Hamon F. Weight    | George Arliss                                                                    |                                |
| 1924 | Tarnish                      | Emmet Carr                   | George Fitzmaurice | May McAvoy, Marie Prevost                                                        | Perduda                        |
| 1924 | Her Night of Romance         | Paul Menford                 | Sidney Franklin    | Constance Talmadge, Jean Hersholt                                                |                                |
| 1924 | Romola                       | Carlo Bucellini              | Henry King         | Lillian Gish, Dorothy Gish, William Powell                                       |                                |
| 1925 | A Thief in Paradise          | Maurice Blake                | George Fitzmaurice | Doris Kenyon, Aileen Pringle                                                     | Perduda                        |
| 1925 | His Supreme Moment           | John Douglas                 | George Fitzmaurice | Blanche Sweet, Belle Bennett, Ned Sparks                                         | Technicolor sequences; Perduda |
| 1925 | The Sporting Venus           | Donald MacAllan              | Marshall Neilan    | Blanche Sweet, Lew Cody                                                          |                                |
| 1925 | Her Sister from Paris        | Joseph Weyringer             | Sidney Franklin    | Constance Talmadge                                                               |                                |
| 1925 | The Dark Angel               | Captain Alan Trent           | George Fitzmaurice | Vilma Banky, Wyndham Standing                                                    | Perduda                        |
| 1925 | Stella Dallas                | Stephen Dallas               | Henry King         | Belle Bennett, Alice Joyce, Douglas Fairbanks, Jr., Lois Moran, Jean Hersholt    |                                |
| 1925 | Lady Windermere's Fan        | Lord Darlington              | Ernst Lubitsch     | May McAvoy, Bert Lytell                                                          |                                |
| 1926 | Kiki                         | Victor Renal                 | Clarence Brown     | Norma Talmadge, Gertrude Astor                                                   |                                |
| 1926 | Beau Geste                   | Michael "Beau" Geste         | Herbert Brenon     | Neil Hamilton, Ralph Forbes, Noah Beery, Alice Joyce, Mary Brian, William Powell |                                |
| 1926 | The Winning of Barbara Worth | Willard Holmes               | Henry King         | Vilma Banky, Gary Cooper                                                         |                                |
| 1927 | The Night of Love            | Montero                      | George Fitzmaurice | Vilma Banky, Montagu Love                                                        |                                |
| 1927 | The Magic Flame              | Tito the Clown and The Count | Henry King         | Vilma Banky, Gustav von Seyffertitz                                              | incompleta                     |
| 1928 | Two Lovers                   | Mark Van Rycke               | Fred Niblo         | Vilma Banky, Noah Beery                                                          | incompleta                     |
| 1929 | The Rescue                   | Tom Lingard                  | Herbert Brenon     | Lily Damita                                                                      | incompleta                     |

### Pel·lícules sonores
| Any  | Títol                                                              | Paper                                    | Director                                    | Coprotagonistes                                                                                  | Notes                                                      |
| ---- | ------------------------------------------------------------------ | ---------------------------------------- | ------------------------------------------- | ------------------------------------------------------------------------------------------------ | ---------------------------------------------------------- |
| 1929 | Bulldog Drummond                                                   | Capt. Hugh "Bulldog" Drummond            | F. Richard Jones                            | Claude Allister, Joan Bennett, Montagu Love                                                      | Nominació − Oscar al millor actor                          |
| 1929 | Condemned                                                          | Michel                                   | Wesley Ruggles                              | Ann Harding, Louis Wolheim, Dudley Diggs                                                         | Nominació − Oscar al millor actor                          |
| 1930 | Raffles                                                            | Raffles                                  | George Fitzmaurice Harry d'Abbadie d'Arrast | Kay Francis, Frederick Kerr, Bramwell Fletcher, Frances Dade                                     |                                                            |
| 1930 | The Devil to Pay!                                                  | Willie Hale                              | George Fitzmaurice                          | Loretta Young, Frederick Kerr, Myrna Loy                                                         |                                                            |
| 1931 | The Unholy Garden                                                  | Barrington Hunt                          | George Fitzmaurice                          | Fay Wray, Warren Hymer                                                                           |                                                            |
| 1931 | Arrowsmith                                                         | Dr. Martin Arrowsmith                    | John Ford                                   | Helen Hayes, Richard Bennett, Myrna Loy                                                          |                                                            |
| 1932 | Cynara                                                             | Jim Warlock                              | King Vidor                                  | Kay Francis, Phyllis Barry, Henry Stephenson                                                     |                                                            |
| 1933 | The Masquerader                                                    | Sir John Chilcote and John Loder         | Richard Wallace                             | Elissa Landi                                                                                     |                                                            |
| 1934 | Bulldog Drummond Strikes Back                                      | Capt. Hugh "Bulldog" Drummond            | Roy Del Ruth                                | Loretta Young, Warner Oland, Charles Butterworth, Una Merkel, C. Aubrey Smith                    |                                                            |
| 1935 | Clive of India                                                     | Robert Clive                             | Richard Boleslawski                         | Loretta Young, Colin Clive                                                                       |                                                            |
| 1935 | The Man Who Broke the Bank at Monte Carlo                          | Paul Gaillard                            | Stephen Roberts                             | Joan Bennett, Nigel Bruce, Colin Clive                                                           |                                                            |
| 1935 | A Tale of Two Cities                                               | Sydney Carton                            | Jack Conway                                 | Elizabeth Allen, Edna May Oliver, Reginald Owen, Basil Rathbone, Blanche Yurka                   |                                                            |
| 1936 | Under Two Flags                                                    | Sergent Victor                           | Frank Lloyd                                 | Claudette Colbert, Victor McLaglen, Rosalind Russell                                             |                                                            |
| 1937 | Horitzons perduts (Lost Horizon)                                   | Robert Conway                            | Frank Capra                                 | Jane Wyatt, Edward Everett Horton, Thomas Mitchell, Margo, Isabel Jewell, H.B. Warner, Sam Jaffe | Set minuts del film s'han perdut, però el so està intacte. |
| 1937 | The Prisoner of Zenda                                              | Maj. Rudolf Rassendyll and King Rudolf V | John Cromwell                               | Madeleine Carroll, Douglas Fairbanks, Jr., C. Aubrey Smith, Raymond Massey, Mary Astor           | Presentada en to sèpia                                     |
| 1938 | If I Were King                                                     | François Villon                          | Frank Lloyd                                 | Frances Dee, Basil Rathbone                                                                      |                                                            |
| 1939 | The Light That Failed                                              | Dick Heldar                              | William Wellman                             | Walter Huston, Ida Lupino                                                                        |                                                            |
| 1940 | Units per la fortuna (Lucky Partners)                              | David Grant                              | Lewis Milestone                             | Ginger Rogers, Jack Carson                                                                       |                                                            |
| 1941 | My Life with Caroline                                              | Anthony Mason                            | Lewis Milestone                             | Anna Lee, Charles Winninger                                                                      |                                                            |
| 1942 | The Talk of the Town                                               | Professor Michael Lightcap               | George Stevens                              | Cary Grant, Jean Arthur, Edgar Buchanan, Glenda Farrell                                          |                                                            |
| 1942 | Random Harvest                                                     | Charles Rainier                          | Mervyn LeRoy                                | Greer Garson, Philip Dorn, Susan Peters                                                          | Nominació − Oscar al millor actor                          |
| 1944 | Kismet                                                             | Hafiz                                    | William Dieterle                            | Marlene Dietrich, James Craig, Edward Arnold, Joy Ann Page                                       | Technicolor                                                |
| 1947 | El difunt George Apley                                             | George Apley                             | Joseph L. Mankiewicz                        | Peggy Cummins, Edna Best                                                                         |                                                            |
| 1947 | A Double Life                                                      | Anthony John                             | George Cukor                                | Signe Hasso, Edmund O'Brien, Shelley Winters                                                     | Oscar al millor actor Globus d'Or al millor actor          |
| 1950 | Champagne for Caesar                                               | Beauregard Bottomley                     | Richard Wallace                             | Celeste Holm, Vincent Price, Barbara Britton, Art Linkletter                                     |                                                            |
| 1956 | La volta al món en vuitanta dies (Around the World in Eighty Days) | Railway Official                         | Michael Anderson                            | David Niven, Cantinflas, Shirley MacLaine, Robert Newton                                         | Todd-AO EastmanColor                                       |
| 1957 | The Story of Mankind                                               | The Spirit of Man                        | Irwin Allen                                 | Vincent Price, Cedric Hardwicke                                                                  | Technicolor                                                |